# Wilhelm Meyer (Pastor)

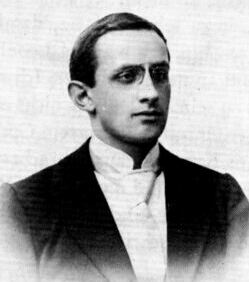
Wilhelm Meyer

Wilhelm Meyer (* 1879 in Peine; † 1957 in Germete) war ein deutscher römisch-katholischer Priester und Gründer der Ordensgemeinschaft Serviam.

## Leben
Wilhelm Meyer wuchs in Peine im Bistum Hildesheim auf. Seine Ausbildung zum Priester erhielt er in Paderborn. Danach arbeitete er als Seelsorger in verschiedenen Städten des Ruhrgebietes. Als Pfarrer in Unna-Königsborn begeisterte er junge Menschen dazu, durch Tat und Wort die Nähe Gottes zu verkünden und so die Arbeit des Priesters in der Gemeinde zu unterstützen und zu ergänzen. Angesichts der Not vor allem alleinerziehender Frauen nach dem Ersten Weltkrieg gründete er 1922 mit dem Herz-Jesu-Institut für Familienpflege und Seelsorgehilfe eine geistliche Gemeinschaft, deren Mitglieder durch ihr Leben mit dem gegenwärtigen Gott zur Erneuerung des christlichen Lebens beitragen sollten. 1924 erhielt die wachsende Gemeinschaft unter Meyers Leitung die bischöfliche Anerkennung.
1926 konnte sein Institut durch Vermittlung seiner Schülerin Clementine Tillmann mit Bürgschaft ihres Vaters Anton Tillmann für 40.000 RM einen Gutshof in Germete bei Warburg erwerben. Als Haus Germete entwickelte er daraus ein Zentrum der Gemeinschaft. 1938 wurden die ersten Schwestern der Gemeinschaft nach Brasilien gerufen. 1939 ordnete die Geheime Staatspolizei aus Bielefeld die Auflösung des Institutes an und vertrieb Pastor Meyer, seine 86-jährige Mutter und die Schwestern aus dem Haus Germete. Das Gebäude konnte jedoch von der Genossenschaft der Franziskanerinnen von Waldbreitbach gegen den Willen der Nationalsozialisten erworben werden. Bereits 1945 sammelten die Schwestern sich wieder und konnten 1946 auch das Haus Germete zurückerwerben. Sie bauten es schrittweise weiter als Altenheim, Erholungs- und Bildungsstätte aus. Zudem wurde der Aufbau von Tochterinstituten in Brasilien, später auch in Bolivien und Mosambik, fortgesetzt.
Wilhelm Meyer blieb bis zu seinem Tode 1957 geistlicher Leiter des Institutes.

## Ehrungen
Der Pastor-Meyer-Weg in Germete wurde nach ihm benannt.